# Caixa de Assistência dos Servidores de Mato Grosso do Sul
A Cassems (Caixa de Assistência dos Servidores do Mato Grosso do Sul) é uma pessoa jurídica de direito privado com finalidade assistencial de saúde suplementar criada pelo conjunto das entidades dos servidores públicos de Mato Grosso do Sul em 1º de março de 2001. Atualmente possui 198.577 mil beneficiários, 2.436 profissionais credenciados, 8 hospitais, 76 unidades de atendimento, 8 centros médicos, 11 regionais, 18 centros odontológicos, 3 centros de prevenção e um centro de diagnóstico avançado. Pelo 6º ano consecutivo, a empresa figura na relação de Melhores e Maiores, ranking promovido pela Revista Exame, entre as 100 maiores empresas do Centro-Oeste.
Atualmente, é presidida pelo médico cardiologista Ricardo Ayache.
A entidade organiza anualmente a Corrida Saúde, prova que ingressou no calendário esportivo do estado e que reuniu 2 mil corredores em 2015 nas ruas de Campo Grande (Mato Grosso do Sul).